# Фигнер, Лидия Николаевна
Лидия Николаевна Фигнер (по мужу Стахевич; 21 ноября 1853, с. Никифорово, Казанская губерния — 9 марта 1920, с. Лугань, Орловская губерния) — русская революционерка, народница, член партии «Народная воля».
Младшая сестра Веры Николаевны Фигнер.

## Биография

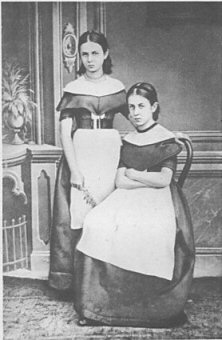
Лидия и Вера Фигнер в юности

Потомственная дворянка Казанской губернии, родилась 21 ноября 1853 года в с. Никифорове (Тетюшский уезд, Казанская губерния) в семье Николая Александровича Фигнера (1817—1870), штабс-капитана в отставке с 1847 года. Отец служил в Тетюшском уезде Казанской губернии по ведомству Министерства государственных имуществ, получил чин губернского секретаря, затем лесничим в Тетюшском и Мамадышском лесничествах. Был женат на Екатерине Христофоровне Куприяновой (1832—1903). У них было шесть детей: Вера, Лидия, Пётр, Николай, Евгения и Ольга.
В 1864 году поступила в Казанский Родионовский институт благородных девиц и окончила его в 1871 году.
В 1871 году посещала лекции анатомии профессора Казанского университета П. Ф. Лесгафта, близко познакомилась со студенческим сообществом.
В конце 1871 года переехала в Санкт-Петербург.
Весною 1872 года вместе со старшей сестрой Верой уехала в Швейцарию (Цюрих, Женева, Берн).
В Цюрихе училась на медицинском факультете Цюрихского университета. В Цюрихе работала в наборной журнала «Вперёд»; входила в кружок «Фричей».
После вызова правительством отправилась в Париж в 1873 году и продолжала занятия по медицине.
В начале 1874 года вернулась в Россию и в январе 1874 года ходатайствовала о разрешении поступить на акушерские курсы при Медико-хирургической академии в Санкт-Петербурге, что ей было разрешено. В апреле 1874 году переехала в Москву и принимала участие в пропаганде на московской фабрике.
В феврале 1875 года участвовала в съезде народников в Москве, где был принят устав «Всероссийской социально-революционной организации».
С 19 марта по 5 апреля 1875 года работала на ткацкой фабрике Альберта Гюбнера в Москве. В апреле 1875 года переехала с В. И. Александровой в Иваново-Вознесенск, где работала на ткацкой фабрике Н. Ф. Зубкова. Вела пропаганду среди рабочих, распространяла привезённую из Москвы запрещённую литературу, была кассиром общей кассы.
Арестована 7 августа 1875 года; при аресте и обыске призналась, что запрещённая литература принадлежит ей. Этапирована в Москву, где находилась под арестом при Яузсской полицейской части; привлечена к дознанию по делу о противоправительственной пропаганде в империи.
С 5 октября 1876 года до 15 февраля 1877 года содержалась в Петропавловской крепости, после чего переведена в Дом предварительного заключения. Предана 30 ноября 1876 года суду Особого присутствия Правительствующего сената по обвинению в составлении противозаконного сообщества, в участии в нём и в распространении преступных сочинений (Процесс пятидесяти). Судебные заседания проходили с 21 февраля по 14 марта 1877 года, признана виновной и приговорена 14 марта 1877 года к лишению всех прав состояния и к каторжным работам на заводах на пять лет.
По рассмотрении её кассационной жалобы Правительствующий сенат 7 мая 1877 года приговорил к лишению всех прав и преимуществ и к ссылке в Иркутскую губернию.
Местом ссылки определено с. Урик (Иркутская губерния).
В 1878 году переведена в Иркутск, где вышла замуж за С. Г. Стахевича.
В 1879 году привлечена к дознанию в связи с незаконной перепиской «преступного содержания», переведена из Иркутска на прежнее место жительства, в с. Урик.
Арестована 16 февраля и до 23 августа 1882 года содержалась в Иркутском тюремном замке. Привлечена к дознанию в числе 82-х лиц по делу общества «Красного Креста» «Народной Воли»; при дознании выяснилось, что её адресом пользовались ссыльные в своей переписке и что у ней в 1879 году скрывалась ссыльная Е. Д. Субботина, отлучившаяся с места ссылки без разрешения.
5 октября 1883 года дело о ней разрешено в административном порядке с подчинением гласному надзору полиции на три года.
Определена на жительство в с. Новояминском (Иркутская губерния); приписана к крестьянскому обществу того же села.
Выбыла 7 июня 1892 года из Иркутска в Казанскую губернию и 12 июля 1892 года вернулась на родину — в с. Никифорово (Тетюшский уезд).
В 1893 году переехала в Ригу, а в марте 1900 года получила разрешение жить в Петербурге и переехала туда.
С 1900 года по 1915 год работала в журнале «Русское богатство».
С 1915 года жила в Нижнем-Новгороде, Казани и в Москве вместе с сестрой Верой. В 1918 году переехала из голодного Петрограда в с. Лугань (Севский уезд Орловская губерния) к дочери Вере Сергеевне Стахевич. После смерти от сыпного тифа Веры Сергеевны, Лидию Николаевну от переживаний 28 декабря 1919 года разбил паралич.
Умерла 9 марта 1920 года в селе Лугани (Севский уезд Орловская губерния) от инсульта. Похоронена на сельском кладбище.

## Семья

### Дети
- Стахевич Григорий Сергеевич (1883—1956). Закончил Петербургский Горный институт. Горный инженер. Во время Гражданской войны эмигрировал в Америку. Поселился с женой в Лос-Анджелесе. Жили тем, что разводили кур. До 1938 г. через «Нансеновский фонд» посылал продуктовые посылки сестре Татьяне с её детьми в Ленинград. Имел сына Сергея.
- Стахевич Борис Сергеевич (?— 1938). Как и старший брат, окончил Петербургский Горный Иннститут. Заведовал Демидовскими рудниками на Урале. Социал-демократ, до революции работал в военной организации. В середине 1920-х — работал инженером в Богомолстрое. 19 июля 1928 — арестован и заключен в тюрьму. Приговорён по статье 38.10 в 1938 г. и расстрелян как «враг народа». Имел двух дочерей: Екатерину и Наталью.
- Стахевич Татьяна Сергеевна (1890—1942) — историк. Окончила историко-филологический факультет Высших женских Бестужевских курсов (1914), была оставлена там под руководством М. И. Ростовцева, вышла замуж за Л. Е. Чикаленко (1916) и уехала с ним на Украину. После эмиграции мужа вернулась с детьми в Петроград (1921), работала в Музее революции. При начавшемся в 1929 разгроме Музея (аресты сотрудников и закрытие отделов «Каторги и ссылки», Великой французской революции) ушла оттуда. Преподавала латинский язык и занималась со студентами университета. Затем преподавала латынь в Первом ленинградском мединституте. Умерла от голода в блокадном Ленинграде[3].
- Стахевич Вера Сергеевна — военный хирург, после окончания медицинского факультета Сорбонны, во время Первой мировой войны находилась в составе ограниченного контингента Русских войск на территории Алжира. После возвращения в Россию демобилизовалась. Боролась с эпидемией сыпного тифа в селе Лугань Севского уезда с осени 1918 года. Заразилась сыпным тифом и умерла 26 декабря 1919 года[4].

### Внуки
- Стахевич Ирина Львовна (1918 — октябрь 1999) — дочь Т. С. Стахевич и Л. Е. Чикаленко, инженер-технолог. Окончила химический факультет Института киноинженеров, получила направление в Шосткинскую фабрику киноплёнки № 6[5], но не поехала туда, так как оборудование завода было эвакуировано на восток страны, а Шостка вскоре была занята немцами. Работала на номерном заводе в Ленинграде, преобразованном впоследствии в НИИ. Перед уходом с работы возглавляла лабораторию. Пережила блокаду.
- Стахевич Ягна Львовна (1917—1983) — дочь Т. С. Стахевич и Л. Е. Чикаленко, геолог, работала во ВСЕГЕИ, затем — Институте геологии Арктики, участвовала в геологической разведке алмазов в Якутии.
- Стахевич Сергей Львович (1919—1941) — сын В. С. Стахевич и Льва Петровича Ганзена (сын Петра Готфридовича Ганзена). С младенчества воспитывался в семье Стахевич Т. С. Студентом IV курса географического факультета Ленгосуниверситета участвовал в финской войне, затем в Отечественной; служил в Разведуправлении Балтфлота, попал в плен и был расстрелян финнами в сентябре 1941 года. Похоронен в братской могиле в Порвоо (Финляндия).